# Karl Decker (football)
Pour les articles homonymes, voir Karl Decker et Decker.
Karl Decker (né le 5 septembre 1921 à Vienne et mort le 27 septembre 2005 à Vienne) était un footballeur autrichien.
En raison de l'annexion de l'Autriche par l'Allemagne nazie, Karl Decker fut international allemand puis international autrichien.

## Carrière
- 1934 : Ottakringer SC  Autriche
- 1934-1937 : Schwarz-Weiß Wien  Autriche
- 1937 : Weiße Elf Penzing  Autriche
- 1937-1952 : First Vienna FC  Autriche
- 1953-1954 : SK Sturm Graz  Autriche
- 1954-1956 : FC Sochaux  France
- 1956-1958 : FC Granges  Suisse[1]

## Carrière entraîneur
- 1958-1964 : équipe d'Autriche

## Palmarès
- 25 sélections et 19 buts avec l'équipe d'Autriche entre 1945 et 1952.
- 8 sélections et 8 buts avec l'équipe d'Allemagne en 1942.